# Arrest Curatoren Solleveld II
Het arrest Curatoren Solleveld (HR 24 oktober 1980, NJ 1981/265) is een arrest van de Nederlandse Hoge Raad dat betrekking heeft op cessie van toekomstige vorderingen.

## Casus
Betrokkenen:
- Solleveld-Bouwman (moeder)
- Solleveld (zoon en directeur van de BV)
- Solleveld, Romijn & Co. BV (de vennootschap) te Naaldwijk
- De curatoren in het faillissement van de BV.

Solleveld is een glashandel in het Westland. Weduwe Solleveld-Bouwman leent op 4 oktober 1973 een bedrag van 150.000 gulden aan haar zoon, die datzelfde bedrag op 4 of 5 oktober leent aan Solleveld BV. Zulks is tussen Solleveld en zijn medevennoot overeengekomen. De vordering van Solleveld op de vennootschap wordt op 4 oktober bij akte van cessie overgedragen op Solleveld-Bouwman.
Netto wordt het volgende bedrag door de vennootschap aan Solleveld-Bouwman uitbetaald:
```
f 100.000,00  13-03-1974 betaling aan Solleveld-Bouwman
f  71.763,60  15-03-1974 idem
------------
f 171.763,60
f -21.771,50  29-03-1974 restitutie
------------
f 149.992,10
```

De vennootschap gaat op 6 juni 1974 failliet. De curatoren willen dit bedrag terugvorderen van mevr. Solleveld-Bouwman, wegens onverschuldigde betaling,omdat de akte van cessie op 4 oktober is getekend terwijl het bedrag van 150.000 gulden (waarschijnlijk) pas op 5 oktober aan de vennootschap beschikbaar is gesteld. Ook beroepen de curatoren zich op achtergestelde lening en tegenstrijdig belang tussen Solleveld en de vennootschap.

## Rechtsvraag
Is de akte van cessie rechtsgeldig?

## Procesgang
De vordering is tot een bedrag van f 149.922, vermeerderd met de wettelijke rente, door de rechtbank toegewezen. Dit vonnis is in hoger beroep door het gerechtshof vernietigd, terwijl de vordering van de curatoren alsnog is afgewezen. Het cassatieberoep is verworpen. De curatoren zijn veroordeeld in de kosten van het geding. De curatoren zijn dus in het ongelijk gesteld.

### Hof
Het hof oordeelt dat de akte van cessie rechtsgeldig is. Het hof overwoog:

7. Curatoren stellen, dat [Solleveld] op 4 okt. 1973 nog geen vordering op de vennootschap had, doordat hij eerst op 5 okt. 1973 het bedrag van f 150.000 aan de vennootschap ter leen verstrekte. Ook al zou het bedrag pas op 5 okt. 1973 zijn overgemaakt — in de akte van cessie wordt gesproken van een geldlening van [Solleveld] aan de vennootschap per 4 okt. 1973, blijkens bankgiro-opdracht nr 191 — dan kan toch niet gesproken worden van overdracht van een onbepaalde toekomstige vordering, waarvan nog onbekend is op grond van welke rechtsverhouding zij zal bestaan. Uit de akte van cessie blijkt, dat partijen bij de cessie wisten om welke vordering het ging, terwijl [Solleveld] zich ten behoeve van de vennootschap jegens zijn medevennoot in het kader van een zakelijke transaktie met deze verbonden had tot het verstrekken van de lening aan de vennootschap. De eigendom van de vordering van [Solleveld] op de vennootschap, welke hij op 4 okt. 1973 had of op 5 okt. 1973 zou verkrijgen wegens het ter leen verstrekken van f 150.000 is derhalve rechtsgeldig bij de akte van cessie aan Solleveld-Bouwman overgedragen.

### Hoge Raad

#### Onderdeel A
Ook de Hoge Raad oordeelt dat de akte van cessie rechtsgeldig is.
De Hoge Raad overwoog:

2. Voor eigendomsoverdracht van een schuldvordering is nodig dat de over te dragen vordering reeds ten tijde van de cessie ook naar haar inhoud in voldoende mate door de akte van cessie bepaald wordt. Dat brengt voor de overdracht van vorderingen die op het moment van de cessie nog moesten ontstaan, mee dat zij hun onmiddellijke grondslag moeten hebben in een rechtsverhouding die op dat moment reeds bestond.

3. Wat betreft het onderhavige geval heeft het Hof vastgesteld, dat uit de akte van cessie blijkt dat pp. bij de cessie (te weten van de vordering op de vennootschap ter zake van geldlening) wisten om welke vordering het ging, terwijl [Solleveld] (de cedent) zich ten tijde van de cessie ten behoeve van de vennootschap reeds jegens zijn medevennoot in het kader van een zakelijke transaktie met deze verbonden had tot het verstrekken van de lening aan de vennootschap. Gezien deze omstandigheden, heeft het Hof terecht aangenomen dat aan de eisen ter zake van de bepaaldheid van de vordering voor de geldigheid van de overdracht, zoals hiervoor onder 2 nader aangegeven, in het gegeven geval was voldaan. Onderdeel A [van het middel] faalt derhalve.

#### Onderdeel B
4. Onderdeel B [van het middel] komt (...) tevergeefs op tegen het feitelijke en — mede in verband met de omstandigheid dat het om een geldlening ging — niet onbegrijpelijke oordeel van het Hof dat naar de bedoeling van pp. de verplichting tot terugbetaling van het door [Solleveld] aan de vennootschap geleende geldbedrag een onvoorwaardelijke was, en dat de ‘achterstelling’ slechts betrekking had op het moment waarop terugbetaling plaats zou vinden.